# BeBe Winans

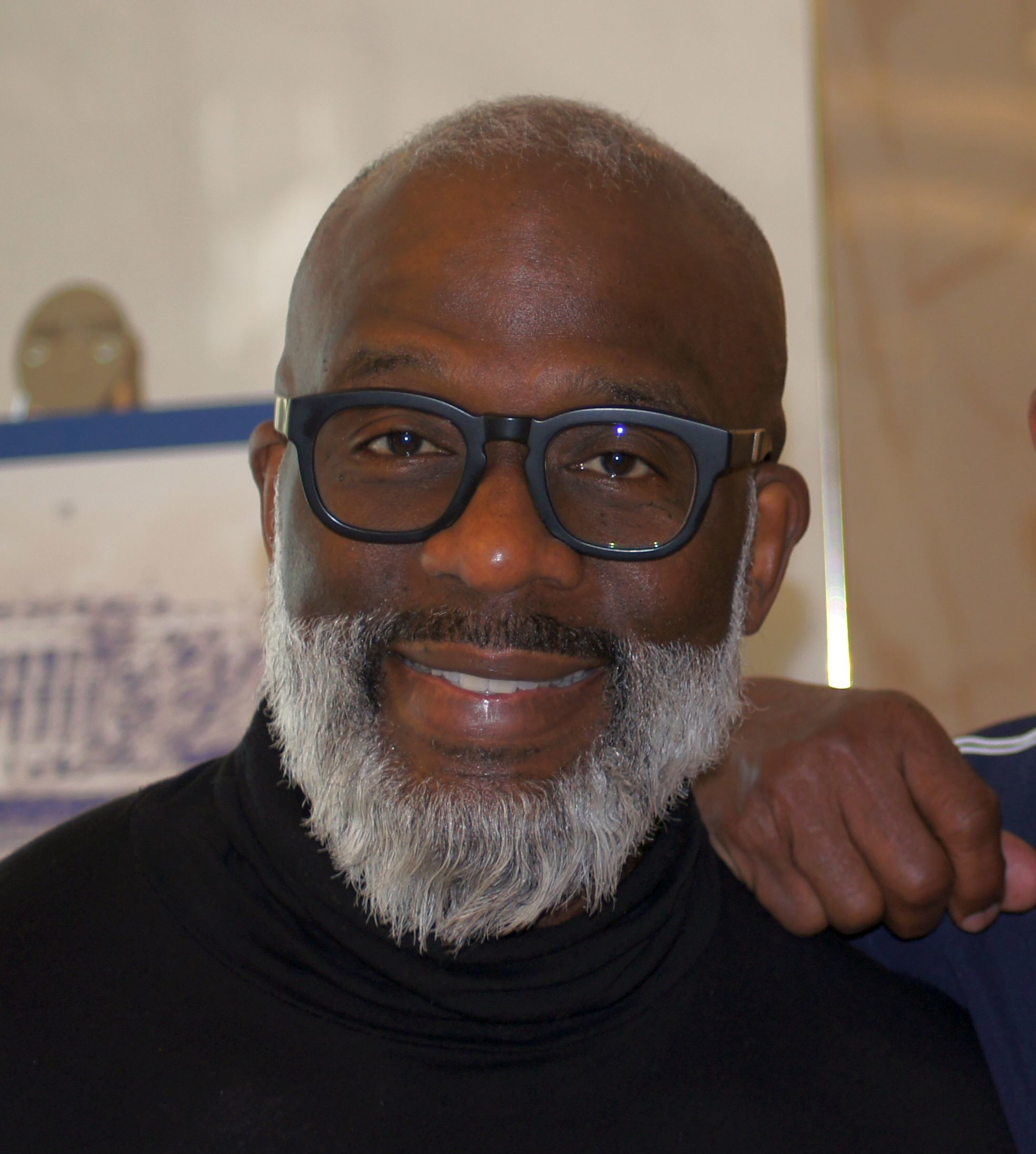
BeBe Winans, 2019

Benjamin „BeBe“ Winans (* 17. September 1962 in Detroit, Michigan) ist ein US-amerikanischer Gospel- und R&B-Sänger.

## Lebenslauf
BeBe Winans gehört zur großen Winans-Musikerfamilie und ist der jüngere Bruder von Ronald, Carvin, Marvin und Michael, die die Gospelband The Winans bilden. Lange Zeit arbeitete er bei der Band im Hintergrund und ab Mitte der 80er bildete er mit seiner Schwester CeCe Winans ein Duo.
Ihr erster gemeinsamer Hit war 1987 die Single I. O. U. Me aus dem Debütalbum BeBe & CeCe Winans. Viermal wurden sie daraufhin für den Grammy nominiert. CeCe gewann 1988 einen Grammy als beste Gospelsängerin.
Im Jahr darauf bekam BeBe selbst seinen ersten Grammy als bester Gospelsänger für den Song Abundant Life und ein Jahr später gleich noch einmal für Meantime aus dem zweiten gemeinsamen Album Heaven. Das Album erreichte Gold-Status und Platz 95 der Hot-200-Albumcharts.
Der Höhepunkt der gemeinsamen Arbeit war aber das 1991er Album Different Lifestyles, das mit Platin und Grammy ausgezeichnet wurde und ebenso Platz 1 der R&B-Charts erreichte wie die beiden Single-Auskopplungen Addictive Love und I'll Take You There.
Nach zwei weiteren Alben trennten sich die gemeinsamen Wege. CeCe ging auf Solopfaden und Benjamin, der bereits die gemeinsamen Alben mitproduziert hatte, trat unter anderem beim Filmsoundtrack zu Der Bodyguard in Erscheinung, wofür er einen der Grammys für das Produzententeam des Jahres bekam, seinen bislang letzten.
1997 folgte dann sein erstes Soloalbum. Zu diesem gehörte auch die Single I Wanna Be the Only One, eine Zusammenarbeit mit dem englischen R&B-Frauentrio Eternal. Das Lied, das er zusammen mit Rhett Lawrence geschrieben hatte, erreichte Platz 1 in Großbritannien und war ein europaweiter Hit. In den USA waren dagegen erfolgreiche Auskopplungen die Songs In Harm’s Way, das es in die Pop-Charts brachte, und Thank You, das es in den Dance-Charts unter die Top 10 schaffte.
Seitdem hat BeBe Winans regelmäßig weitere Soloalben veröffentlicht, die immer wieder in den Pop- und R&B-Albumcharts vertreten sind.
Des Weiteren hat er in den USA seit 2004 eine eigene landesweit verbreitete Radiosendung, die BeBe Winans Radio Show, die sich um Gospel- und Soulmusik dreht.
Außerdem stand Winans bereits in mehreren Broadway-Musicals auf der Bühne, zuletzt in King Solomon Lives, A Nubian Love Story in der Rolle des König Salomon. Auch in dem Film Der Manchurian Kandidat war er 2004 in einer Nebenrolle zu sehen.
Im Jahr 2014 nahm er zusammen mit seinen Brüdern Marvin und Carvin unter dem Namen 3 Winans Brothers das Album Foreign Land auf.

## Diskografie

### Studioalben
| Jahr | Titel                | Höchstplatzierung, Gesamtwochen, AuszeichnungChartplatzierungen (Jahr, Titel, Platzierungen, Wochen, Auszeichnungen, Anmerkungen) | Höchstplatzierung, Gesamtwochen, AuszeichnungChartplatzierungen (Jahr, Titel, Platzierungen, Wochen, Auszeichnungen, Anmerkungen) | Höchstplatzierung, Gesamtwochen, AuszeichnungChartplatzierungen (Jahr, Titel, Platzierungen, Wochen, Auszeichnungen, Anmerkungen) | Höchstplatzierung, Gesamtwochen, AuszeichnungChartplatzierungen (Jahr, Titel, Platzierungen, Wochen, Auszeichnungen, Anmerkungen) | Höchstplatzierung, Gesamtwochen, AuszeichnungChartplatzierungen (Jahr, Titel, Platzierungen, Wochen, Auszeichnungen, Anmerkungen) | Anmerkungen                                                  |
| Jahr | Titel                | DE | AT | CH | UK | US | Anmerkungen                                                  |
| ---- | -------------------- | --- | --- | --- | --- | --- | ------------------------------------------------------------ |
| 1984 | Lord Lift Us Up      | — | — | — | — | — | Erstveröffentlichung: 1984 als BeBe & CeCe Winans            |
| 1987 | BeBe & CeCe Winans   | — | — | — | — | — | Erstveröffentlichung: Januar 1987 als BeBe & CeCe Winans     |
| 1997 | Heaven               | — | — | — | — | US95 Gold · (25 Wo.)US | Erstveröffentlichung: September 1988 als BeBe & CeCe Winans  |
| 1991 | Different Lifestyles | — | — | — | — | US74 Platin · (51 Wo.)US | Erstveröffentlichung: 24. Juni 1991 als BeBe & CeCe Winans   |
| 1993 | First Christmas      | — | — | — | — | US163 (2 Wo.)US | Erstveröffentlichung: 1993 als BeBe & CeCe Winans            |
| 1994 | Relationships        | — | — | — | — | US11 Gold · (10 Wo.)US | Erstveröffentlichung: 1994 als BeBe & CeCe Winans            |
| 1997 | BeBe Winans          | — | — | — | — | US125 (7 Wo.)US | Erstveröffentlichung: 1997                                   |
| 2000 | Love & Freedom       | — | — | — | — | US30 (12 Wo.)US | Erstveröffentlichung: 2000                                   |
| 2003 | My Christmas Prayer  | — | — | — | — | — | Erstveröffentlichung: 2003                                   |
| 2005 | Dream                | — | — | — | — | US143 (1 Wo.)US | Erstveröffentlichung: 2005                                   |
| 2007 | Cherch               | — | — | — | — | — | Erstveröffentlichung: 2007                                   |
| 2009 | Still                | — | — | — | — | US12 (27 Wo.)US | Erstveröffentlichung: 6. Oktober 2009 als BeBe & CeCe Winans |
| 2012 | America, America     | — | — | — | — | — | Erstveröffentlichung: 2012                                   |
| 2005 | Dream                | — | — | — | — | US104 (1 Wo.)US | Erstveröffentlichung: 2005 als 3 Winans Brothers             |
| 2019 | Need You             | — | — | — | — | — | Erstveröffentlichung: 2019                                   |

### Livealben
| Jahr | Titel             | Höchstplatzierung, Gesamtwochen, AuszeichnungChartplatzierungen (Jahr, Titel, Platzierungen, Wochen, Auszeichnungen, Anmerkungen) | Höchstplatzierung, Gesamtwochen, AuszeichnungChartplatzierungen (Jahr, Titel, Platzierungen, Wochen, Auszeichnungen, Anmerkungen) | Höchstplatzierung, Gesamtwochen, AuszeichnungChartplatzierungen (Jahr, Titel, Platzierungen, Wochen, Auszeichnungen, Anmerkungen) | Höchstplatzierung, Gesamtwochen, AuszeichnungChartplatzierungen (Jahr, Titel, Platzierungen, Wochen, Auszeichnungen, Anmerkungen) | Höchstplatzierung, Gesamtwochen, AuszeichnungChartplatzierungen (Jahr, Titel, Platzierungen, Wochen, Auszeichnungen, Anmerkungen) | Anmerkungen                |
| Jahr | Titel             | DE | AT | CH | UK | US | Anmerkungen                |
| ---- | ----------------- | --- | --- | --- | --- | --- | -------------------------- |
| 2002 | Live and Up Close | — | — | — | — | US164 (1 Wo.)US | Erstveröffentlichung: 2002 |

### Singles
| Jahr | Titel Album                              | Höchstplatzierung, Gesamtwochen, AuszeichnungChartplatzierungen (Jahr, Titel, Album, Platzierungen, Wochen, Auszeichnungen, Anmerkungen) | Höchstplatzierung, Gesamtwochen, AuszeichnungChartplatzierungen (Jahr, Titel, Album, Platzierungen, Wochen, Auszeichnungen, Anmerkungen) | Höchstplatzierung, Gesamtwochen, AuszeichnungChartplatzierungen (Jahr, Titel, Album, Platzierungen, Wochen, Auszeichnungen, Anmerkungen) | Höchstplatzierung, Gesamtwochen, AuszeichnungChartplatzierungen (Jahr, Titel, Album, Platzierungen, Wochen, Auszeichnungen, Anmerkungen) | Höchstplatzierung, Gesamtwochen, AuszeichnungChartplatzierungen (Jahr, Titel, Album, Platzierungen, Wochen, Auszeichnungen, Anmerkungen) | Anmerkungen                                                             |
| Jahr | Titel Album                              | DE | AT | CH | UK | US | Anmerkungen                                                             |
| ---- | ---------------------------------------- | --- | --- | --- | --- | --- | ----------------------------------------------------------------------- |
| 1991 | I’ll Take You There Different Lifestyles | — | — | — | — | US90 (6 Wo.)US | Erstveröffentlichung: 5. September 1991 mit CeCe Winans & Mavis Staples |
| 2001 | I Wanna Be the Only One Before the Rain  | DE14 (22 Wo.)DE | AT6 (13 Wo.)AT | CH7 (31 Wo.)CH | UK1 Platin · (15 Wo.)UK | — | Erstveröffentlichung: 7. Mai 2001 Eternal mit BeBe Winans               |
| 2001 | In Harm’s Way BeBe Winans                | — | — | — | — | US83 (12 Wo.)US | Erstveröffentlichung: 1997                                              |

Weitere Singles
- 1991: Addictive Love
- 1992: It’s OK
- 1992: Depend On You
- 1992: The Blood
- 1996: All of Me
- 1997: Thank You
- 1997: Stay
- 2000: Coming Back Home
- 2000: Jesus Children of America
- 2000: Tonight Tonight
- 2002: Do You Know Him
- 2005: I Have a Dream
- 2005: Safe from Harm
- 2005: Love Me Anyway
- 2017: He Promised Me
- 2018: Laughter
- 2019: Free Free
- 2020: In Jesus Name
- 2020: Black Lives Matter

## Auszeichnungen
- Vier Grammys
- Acht Dove Awards
- Fünf Stellar Awards
- Zwei Soul Train Awards